# Stanisław Wolański (dyplomata)
Stanisław Wolański – polski dyplomata.
Syn Józefa. Po 1945 został urzędnikiem Ministerstwie Spraw Zagranicznych Polski Ludowej. W 1953 został odznaczony Krzyżem Kawalerskim Orderu Odrodzenia Polski za zasługi w pracy zawodowej w dziedzinie służby zagranicznej.